# Прогресс (Костанайская область)
Прогресс (каз. Прогресс) — село в Карасуском районе Костанайской области Казахстана. Входит в состав Целинного сельского округа. Код КАТО — 395283500.

## Население
В 1999 году население села составляло 515 человек (263 мужчины и 252 женщины). По данным переписи 2009 года, в селе проживали 194 человека (93 мужчины и 101 женщина).